# Iao Chio Kuok
Iao Chio Kuok (Macao, 18 maggio 1983) è un calciatore macaense, di ruolo centrocampista.